# Chocolate cosmos
『Chocolate cosmos』（チョコレート・コスモス）は、日本のシンガーソングライターである玉置浩二の3作目のセルフカバー・アルバム。
2020年12月23日に日本コロムビアのBETTER DAYSレーベルからリリースされた。アルバムとしては『ALL TIME BEST』（2017年）以来約3年半振り、セルフカバー・アルバムとしては『Offer Music Box』（2012年）以来8年振りのリリースとなった。
本作には過去に玉置が他者に提供した楽曲の中から、鈴木雅之のソロ・デビュー30周年を記念した楽曲「泣きたいよ」（2016年）、フジテレビ系テレビドラマ『オトナ女子』の主題歌として使用された中島美嘉の楽曲「花束」（2015年）、TUBEのアルバム『Your TUBE+My TUBE』（2015年）に収録された提供曲「スコール」など全10曲のセルフカバーが収録されている。

## リリース、プロモーション
本作は2020年12月23日に日本コロムビアのBETTER DAYSレーベルからCDおよびLPレコードの2形態でリリースされた。
本作のリリースを記念して森永製菓とのコラボレーションが行われ、本作のジャケット写真を使用した特別デザインが施されたチョコレートがオンラインショップ限定で販売された。同製品は2020年末にTOHOシネマズ日比谷および池袋で行われた発売記念イベントの来場者に対し｢少しでも気持ち豊かになれる時間を提供したい｣との意向からプレゼント賞品として用意されたものであり、当日来場出来なかった人や全国のより多くの人に向けて気持ちを届けたいとの意向から改めて販売されることになった。

## 収録曲

### CD
| #         | タイトル                        | 作詞             | 作曲      | 編曲             | オリジナルアーティスト | 時間  |
| --------- | ------------------------------- | ---------------- | --------- | ---------------- | ---------------------- | ----- |
| 1.        | 「Winter Leaf〜君はもういない」 | 玉置浩二、須藤晃 | 玉置浩二  | トオミヨウ       | Ryu                    | 3:59  |
| 2.        | 「むくのはね」                  | 玉置浩二         | 玉置浩二  | トオミヨウ       | KinKi Kids             | 4:04  |
| 3.        | 「泣きたいよ」                  | 玉置浩二         | 玉置浩二  | 矢萩渉、玉置浩二 | 鈴木雅之               | 5:08  |
| 4.        | 「ホームレス」                  | 玉置浩二         | 玉置浩二  | トオミヨウ       | 研ナオコ               | 5:56  |
| 5.        | 「ママとカントリービール」      | 竹中直人         | 玉置浩二  | 矢萩渉           | 竹中直人               | 3:42  |
| 6.        | 「マスカット」                  | 玉置浩二         | 玉置浩二  | トオミヨウ       | 平原綾香               | 5:06  |
| 7.        | 「花束」                        | 玉置浩二         | 玉置浩二  | トオミヨウ       | 中島美嘉               | 4:30  |
| 8.        | 「ティンクル」                  | 玉置浩二         | 玉置浩二  | トオミヨウ       | 高橋みなみ             | 3:59  |
| 9.        | 「スコール」                    | 玉置浩二         | 玉置浩二  | トオミヨウ       | TUBE                   | 4:57  |
| 10.       | 「忘れない」                    | 松井五郎         | 玉置浩二  | 玉置浩二         | 高橋真梨子             | 3:53  |
| 合計時間: | 合計時間:                       | 合計時間:        | 合計時間: | 合計時間:        | 合計時間:              | 45:14 |

### LPレコード
| #         | タイトル                        | 作詞             | 作曲      | 編曲             | オリジナルアーティスト | 時間  |
| --------- | ------------------------------- | ---------------- | --------- | ---------------- | ---------------------- | ----- |
| 1.        | 「Winter Leaf〜君はもういない」 | 玉置浩二、須藤晃 | 玉置浩二  | トオミヨウ       | Ryu                    | 3:59  |
| 2.        | 「むくのはね」                  | 玉置浩二         | 玉置浩二  | トオミヨウ       | KinKi Kids             | 4:04  |
| 3.        | 「泣きたいよ」                  | 玉置浩二         | 玉置浩二  | 矢萩渉、玉置浩二 | 鈴木雅之               | 5:08  |
| 4.        | 「ホームレス」                  | 玉置浩二         | 玉置浩二  | トオミヨウ       | 研ナオコ               | 5:56  |
| 5.        | 「ママとカントリービール」      | 竹中直人         | 玉置浩二  | 矢萩渉           | 竹中直人               | 3:42  |
| 合計時間: | 合計時間:                       | 合計時間:        | 合計時間: | 合計時間:        | 合計時間:              | 22:49 |

| #         | タイトル       | 作詞      | 作曲      | 編曲       | オリジナルアーティスト | 時間  |
| --------- | -------------- | --------- | --------- | ---------- | ---------------------- | ----- |
| 1.        | 「マスカット」 | 玉置浩二  | 玉置浩二  | トオミヨウ | 平原綾香               | 5:06  |
| 2.        | 「花束」       | 玉置浩二  | 玉置浩二  | トオミヨウ | 中島美嘉               | 4:30  |
| 3.        | 「ティンクル」 | 玉置浩二  | 玉置浩二  | トオミヨウ | 高橋みなみ             | 3:59  |
| 4.        | 「スコール」   | 玉置浩二  | 玉置浩二  | トオミヨウ | TUBE                   | 4:57  |
| 5.        | 「忘れない」   | 松井五郎  | 玉置浩二  | 玉置浩二   | 高橋真梨子             | 3:53  |
| 合計時間: | 合計時間:      | 合計時間: | 合計時間: | 合計時間:  | 合計時間:              | 22:25 |

## チャート
| チャート         | 最高順位 | 登場週数 | 売上数 | 出典  |
| ---------------- | -------- | -------- | ------ | ----- |
| 日本（オリコン） | 21位     | 13回     | -      | [ 2 ] |

## リリース日一覧
| No. | リリース日     | レーベル                    | 規格         | カタログ番号 | 備考                   | 出典        |
| --- | -------------- | --------------------------- | ------------ | ------------ | ---------------------- | ----------- |
| 1   | 2020年12月23日 | 日本コロムビア／BETTER DAYS | CD           | COCB-54320   |                        | [ 7 ] [ 8 ] |
| 2   | 2020年12月23日 | 日本コロムビア／BETTER DAYS | LP           | COJA-9407    |                        | [ 9 ]       |
| 3   | 2020年12月23日 | 日本コロムビア／BETTER DAYS | AAC-LC       | -            | デジタル・ダウンロード | [ 10 ]      |
| 4   | 2020年12月23日 | 日本コロムビア／BETTER DAYS | ロスレスFLAC | -            | デジタル・ダウンロード | [ 11 ]      |